# Yellow Submarine Songtrack
 For alternative betydninger, se Yellow Submarine (flertydig). (Se også artikler, som begynder med Yellow Submarine)
Yellow Submarine Soundtrack er et soundtrackalbum med The Beatles udgivet i 1999 i forbindelse med relanceringen af filmen Yellow Submarine, der oprindeligt var udsendt i 1968.
Albummet adskiller sig betydeligt fra det oprindelige Yellow Submarine-album fra 1969, hvorpå der blot var seks Beatles-numre, mens hele side to af LP'en indeholdt orkestermusik fra filmen skrevet af producer George Martin. På 1999-udgaven var der udelukkende alle de Beatles-numre, der forekom i filmen. De fleste af numrene havde været udgivet på album, der var udsendt før filmen.

## Numre
Sangene fra det oprindelige Yellow Submarine-album er markeret med "(opr.)".
1. "Yellow Submarine" (opr.)
2. "Hey Bulldog" (opr.)
3. "Eleanor Rigby"
4. "Love You To"
5. "All Together Now" (opr.)
6. "Lucy in the Sky with Diamonds"
7. "Think for Yourself"
8. "Sgt. Pepper's Lonely Hearts Club Band"
9. "With a Little Help from My Friends"
10. "Baby You're a Rich Man"
11. "Only a Northern Song" (opr.)
12. "All You Need Is Love" (opr.)
13. "When I'm Sixty-Four"
14. "Nowhere Man"
15. "It's All Too Much" (opr.)

Alle sangene er skrevet af John Lennon og Paul McCartney, bortset fra "Love You To", "Think for Yourself", "Only a Northern Song" og "It's All Too Much", der er skrevet af George Harrison.